# Abeed
Pour les articles homonymes, voir mot (homonymie).
Abeed ou abīd (عبيد, pluriel de ʿabd, عبد), est un mot arabe signifiant "serviteur" ou "esclave". Le terme est parfois utilisé dans le monde arabe comme une injure ethnique pour les Noirs, et remonte à la traite des esclaves arabes. Au cours des dernières décennies, l'utilisation du mot est devenue controversée en raison de ses connotations et origines racistes, notamment au sein de la diaspora arabe. Cependant, le mot est aussi principalement utilisé dans l'islam, signifiant "adorateur", "adorateur" ou "serviteur" de Dieu.

## Usage

### Usage au Soudan
Au Nord-Soudan, les termes "Abeed" et "Abid" sont couramment utilisés pour désigner les Sud-Soudanais (principalement les Dinka et les Nuer), considérés par de nombreux Nord-Soudanais comme une "tribu d'esclaves" en raison de leur asservissement pendant la traite transsaharienne des esclaves. L'utilisation de ces termes au Nord-Soudan est considérée comme désobligeante par nature et est tombée en désuétude relative au cours des dernières décennies. Au Sud-Soudan, les personnes originaires du Nord-Soudan sont à leur tour désignées de manière péjorative par les termes "Mundukuru" (qui signifie indigne de confiance) et "Minga". Cependant, l'historien ougandais Mahmood Mamdani a noté que le conflit ethnique nord-sud au Soudan n'est pas compatible avec les préjugés occidentaux sur la "race",,.
Le politicien sud-soudanais Francis Deng a décrit un microcosme allégorique de la domination britannique au Soudan comme étant la déclaration de la Grande-Bretagne aux Nord-Soudanais : "Vous, les Nordistes, êtes des marchands d'esclaves et vous traitez les Sudistes comme des Abeed. Ne les appelez pas Abeed ! Ils ne sont plus des esclaves".
L'universitaire sud-soudanais Jok Madut Jok a affirmé que l'esclavage au Soudan reste très répandu au 21e siècle, bien qu'il soit ostensiblement interdit sur le papier, et que les Sud-Soudanais qui travaillent au Nord-Soudan dans des emplois peu rémunérés de la classe ouvrière sont considérés comme des "Abeed" en raison du statut social qu'ils acquièrent en exerçant ces professions. Jok note que les ouvriers sud-soudanais qui gagnent juste assez d'argent pour se nourrir sont généralement traités comme la propriété des propriétaires terriens et des marchands nord-soudanais. Selon lui, "les Sud-Soudanais déplacés se trouvent au bas de la hiérarchie raciale du Nord-Soudan", car ils dépendent du patronage et des relations d'exploitation avec les courtiers du pouvoir, les relations allant de la servitude au travail forcé, en passant par l'attraction des ressources des agences d'aide étrangères. "Les lignes de démarcation entre l'esclavage et la main-d'œuvre bon marché", comme il l'écrit, "sont floues,.